# 张利一
张利一（1921年3月—2014年4月3日），原名张履一，生于山东沂源，中华人民共和国政治人物。
早年参加抗日战争，担任南下干部纵队八大队中队副政治指导员，浙江省兰溪县委副书记，东阳县委第一书宁波市委副书记，镇海县县长、县委书记，直至宁波地区行署专员。2014年去世。